# Lamborghini Silhouette
Der Lamborghini Silhouette ist ein im Targa-Stil gehaltener Sportwagen des italienischen Autoherstellers Lamborghini. Das intern als P118 bezeichnete Modell ergänzte das bereits 1971 präsentierte Mittelmotor-Coupé Urraco; es war zugleich der Vorgänger des 1981 eingeführten Jalpa. Der Silhouette war der erste offene Lamborghini, der in Serie produziert wurde. Lamborghini versuchte mit diesem Modell, in Konkurrenz zum offenen Porsche 911 Targa und zum Ferrari 308 GTS zu treten. Der Verkaufsname des Fahrzeugs nahm entgegen der bisherigen Markentradition nicht auf Stiere oder auf den Stierkampf Bezug, sondern verwies auf die Formel Silhouette, eine zwischen 1976 und 1980 ausgetragene Gruppe 5-Meisterschaft der FIA für Seriensportwagen.

## Karosserie
Der Silhouette war unmittelbar vom Lamborghini Urraco abgeleitet. Seine äußere Form und seine Technik entsprachen im Großen und Ganzen dem Urraco. Im Unterschied zum geschlossenen, 2+2-sitzigen Urraco war der Silhouette allerdings als Targa-Coupé gestaltet, hatte also ein herausnehmbares Dachteil über den Sitzen. Die Konzeption des Silhouette als „Cabriolet-Ersatz“ machte im Vergleich zum Urraco einige Änderungen im Karosseriebereich nötig; außerdem wurde das Fahrwerk modifiziert.
Die Karosserie des Silhouette war wiederum von Bertones Designer Marcello Gandini entworfen worden. Er übernahm die Grundstruktur der Urraco-Karosserie, es gelang ihm aber, dem Silhouette eine eigenständige Note zu verschaffen. Die Frontpartie war mit dem Urraco identisch, ebenso die Form der Türen (abgesehen vom fehlenden Türrahmen) und der Heckabschluss. Allerdings befand sich hinter der Tür ein massiver Überrollbügel, der trapezförmig gestaltet war dem Fahrzeug Stabilität gab. Die abfallende Heckpartie war beiderseits mit auffälligen, schwarz lackierten Plastikaufsätzen versehen, die dem Motor Kühlluft zuführten und im Übrigen der optischen Auflockerung dienten. Die Heckscheibe stand nahezu senkrecht hinter den Sitzen; die charakteristischen Lamellen des Urraco entfielen ebenfalls. Neu waren auch verbreiterte und nunmehr trapezförmige Radausschnitte, die die Form des Überrollbügels zitierten. Sie boten Platz für die neuerdings verwendeten Pirelli-P7-Reifen, die die Abmessungen 195/50 (vorn) bzw. 285/40 (hinten) aufwiesen und auf Magnesium-Felgen im Fünf-Loch-Design von Campagnolo saßen.
Anders als der Urraco, war der Silhouette ein reiner Zweisitzer. Hinter dem Fahrer- und Beifahrersitz konnte das Kunststoff-Dachteil untergebracht werden.
Im Innenraum wurde der Instrumententräger vollständig neu gestaltet. Alle Instrumente waren in einem Gehäuse hinter dem Lenkrad zusammengefasst. Das neue Armaturenbrett wurde allgemein als ergonomisch vorteilhaft gewertet.

## Technik
Die Technik des Urraco wurde von Lamborghinis neuem Chefingenieur Franco Baraldini, dem Nachfolger Paolo Stanzanis, für den Silhouette geringfügig überarbeitet.
Das Fahrwerk hatte vorne MacPherson-Federbeine mit unteren Querlenkern und Querstabilisator. Die Hinterradaufhängung bestand ebenfalls aus MacPherson-Federbeinen, allerdings mit unteren Dreieckslenkern und Querstabilisator. Die Federn und Dämpfer waren härter ausgelegt als beim Lamborghini Urraco, und die Stabilisatoren waren stärker.
Als Antrieb diente der aus dem Urraco P300 bekannte 3,0 Liter große Achtzylindermotor mit vier oben liegenden Nockenwellen, der von Paolo Stanzani entwickelt worden war. Abgesehen von einer Leistungsanhebung auf 260 PS (191 kW) wurde er unverändert übernommen. Wie im Urraco war er als Mittelmotor quer vor der Hinterachse eingebaut und trieb über ein vollsynchronisiertes Lamborghini-Fünfganggetriebe die Hinterräder an.
Die Bremsanlage kam von Girling. Die Bremsscheiben hatten einen Durchmesser von 275 mm. Der Silhouette war mit einem Zweikreisbremssystem und Bremskraftverstärker ausgestattet. Er hatte eine Zahnstangenlenkung ohne Servounterstützung. Der Fahrer benötigte wie beim Urraco vier Umdrehungen von Anschlag zu Anschlag.

## Produktion
Der Lamborghini Silhouette wurde im Laufe des Jahres 1975 entwickelt und im März 1976 auf dem Genfer Auto-Salon der Öffentlichkeit vorgestellt. Das neue Modell wurde von der Presse wohlwollend aufgenommen; insbesondere entstand der Eindruck, dass der Silhouette die Defizite des Urraco weitgehend überwunden hatte. Lamborghini hoffte, den Silhouette in größeren Stückzahlen in Amerika verkaufen zu können, um so dem Unternehmen, das sich seit einiger Zeit in einer schweren wirtschaftlichen Krise befand, neue Einnahmen zu erschließen. Allerdings gelang es Lamborghini in den folgenden Monaten nicht, den Silhouette für den amerikanischen Markt zu homologisieren, sodass er dort nicht verkauft werden durfte. Nur vier Fahrzeuge (Fahrgestellnummern 40.066, 40.068, 40.074 und 40.076) wurden in einer USA-Spezifikation hergestellt. Sie wurden von den jeweiligen Käufern eigenverantwortlich importiert und hatten eine abgasentgiftete Motorisierung mit deutlich geringerer Leistung.
Der Silhouette wurde nur zwei Jahre lang produziert. Bereits im Oktober 1978 musste die Produktion des Silhouette – ebenso wie die des Urraco und des Jarama – aus finanziellen Gründen eingestellt werden. Das erste Auto (Fahrgestellnummer 40.006) wurde im September 1976 vollendet, das letzte (Fahrgestellnummer 40.074) wurde im November 1978 ausgeliefert.
Insgesamt wurden 52 Exemplare des Silhouette für den Verkauf hergestellt, neun davon wurden mit Rechtslenkung ausgeliefert. Hinzu kamen zwei 1976 hergestellte Prototypen, die im Werk verblieben. Ein Exemplar des Silhouette (Fahrgestellnummer 40.058) wurde 1980 als Prototyp zum Modell Jalpa umgebaut.
Der mangelnde Erfolg des Silhouette wird üblicherweise in erster Linie mit dem mangelnden Zugang zum amerikanischen Markt begründet. Hinzu kam die nach wie vor ausgesprochen schlechte Verarbeitung des Autos und die angesichts der wirtschaftlichen Schwierigkeiten unsichere Zukunft der Marke Lamborghini, die viele Käufer abschreckte.

## Der Lamborghini Athon

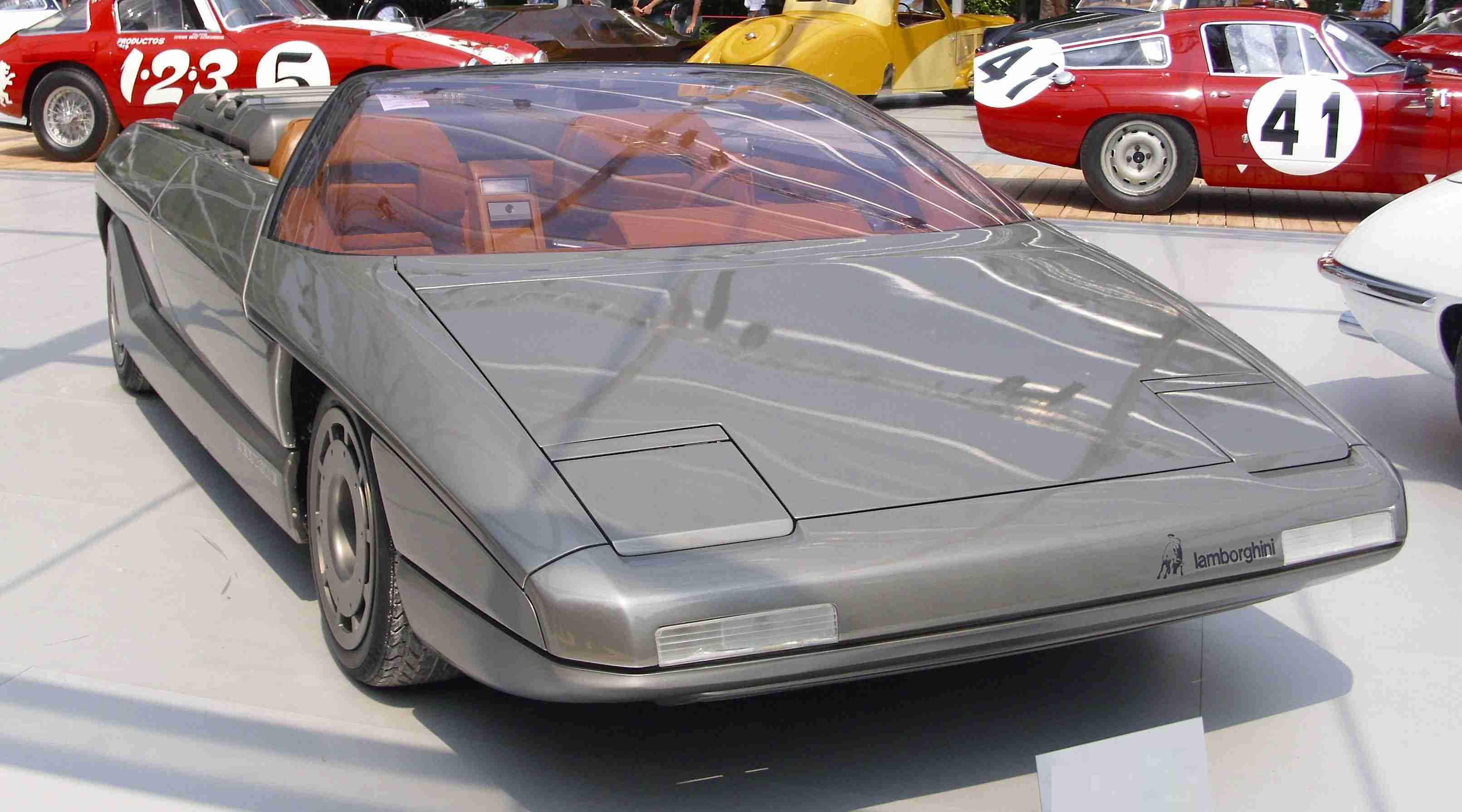
Lamborghini Athon

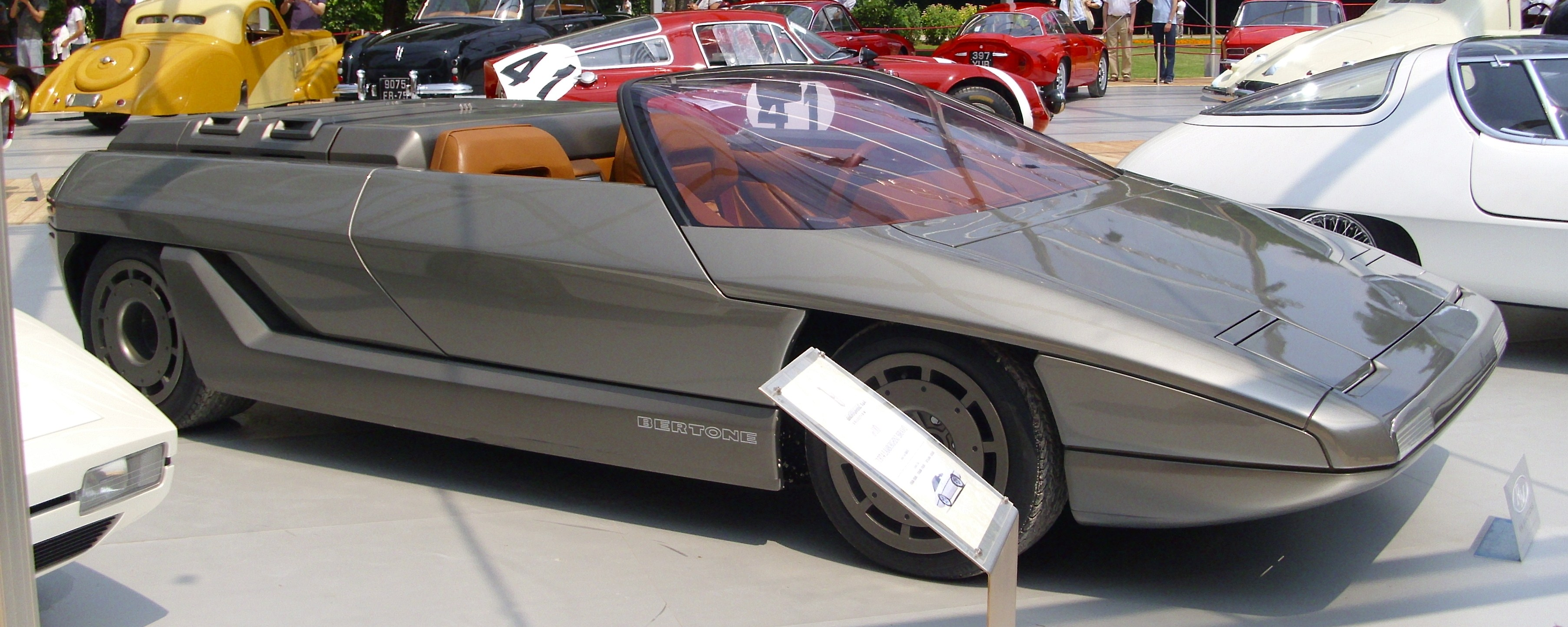
Lamborghini Athon

Auf dem Turiner Autosalon 1980 wurde der Lamborghini Athon präsentiert. Das Design des nur 1,07 m hohen Athon stammte von Marc Deschamps, einem Designer der Carozzeria Bertone. Es war ein flaches, eckig gestaltetes offenes Fahrzeug ohne Klappverdeck. Technisch basierte er vollständig auf dem Lamborghini Silhouette. Im Innenraum fielen die sehr futuristisch anmutenden Instrumente auf. Außerdem war der Athon eines der ersten Autos mit einem integrierten Bordcomputer. Vom Athon wurde nur ein einziges Exemplar gebaut, das voll funktionsfähig war. Aufgrund der wirtschaftlichen Lage Lamborghinis war eine Serienfertigung nie vorgesehen, und das Design beeinflusste auch keines der nachfolgenden Lamborghini-Modelle. Bertone stellte den Athon auf eigene Initiative her, um Lamborghini zu unterstützen.

## Konkurrenten
- Ferrari 308 GTS
- Porsche 911 Targa